# Bhakkar (Distrikt)
Der Distrikt Bhakkar ist ein Verwaltungsdistrikt in Pakistan in der Provinz Punjab. Sitz der Distriktverwaltung ist die gleichnamige Stadt Bhakkar.
Der Distrikt hat eine Fläche von 8153 km² und nach der Volkszählung von 2017 1.650.518 Einwohner. Die Bevölkerungsdichte beträgt 202 Einwohner/km². Im Distrikt wird zur Mehrheit die Sprache Saraiki gesprochen.

## Lage
Der Distrikt befindet sich im zentralen Westen der Provinz Punjab, die sich im Westen von Pakistan befindet. Der Distrikt Bhakkar grenzt im Süden an Layyah, im Südosten an Jhang, im Westen an Dera Ismail Khan, im Nordosten an Khushab und im Norden an Mianwali. 

## Geschichte
Der Distrikt entstand 1982 aus Teilen von Mianwali.

## Demografie
Zwischen 1998 und 2017 wuchs die Bevölkerung um jährlich 2,40 % und damit sehr schnell. Von der Bevölkerung leben ca. 16 % in städtischen Regionen und ca. 84 % in ländlichen Regionen. In 268.244 Haushalten leben 844.247 Männer, 806.235 Frauen und 36 Transgender, woraus sich ein Geschlechterverhältnis von 104,7 Männer pro 100 Frauen ergibt und damit einen für Pakistan häufigen Männerüberschuss. Die Alphabetisierungsrate in den Jahren 2014/15 bei der Bevölkerung über 10 Jahren liegt bei 54 % (Frauen: 38 %, Männer: 70 %) und liegt damit unter dem Durchschnitt der Provinz Punjab von 63 %.
| Jahr | Einwohnerzahl |
| ---- | ------------- |
| 1972 | 500.498       |
| 1981 | 665.884       |
| 1998 | 1.051.456     |
| 2017 | 1.650.518     |